# Mitsubishi Triton
Xe Mitsubishi Triton là một loại xe bán tải do Công ty ô tô Mitsubishi sản xuất. Ban đầu, từ năm 1978 đến năm 1986, ở Nhật Bản, xe này có tên là Mitsubishi Forte. Sau đó, tên xe được đổi thành Strada. Tại Hoa Kỳ, 2 phiên bản nhập khẩu của xe Forte được Chrysler Corporation bán kể từ năm 1979 có tên là Dodge Ram 50 và Plymouth Arrow Truck. Năm 1982, khi Mitsubishi tự mình nhập khẩu loại xe này để trực tiếp bán trên thị trường Hoa Kỳ, xe được gọi là Mighty Max và kể từ đó nhãn hiệu Plymouth cũng chấm dứt. Trên hầu hết các thị trường xuất khẩu, xe này được gọi bằng tên L200  mặc dù nó còn được gọi là Rodeo, Colt Bakkie, Storm, Magnum và các tên khác.
Xe Triton thế hệ thứ 4 sản xuất bởi Mitsubishi Motors (Thailand), một công ty con của Mitsubishi tại Thái Lan ra mắt vào năm 2005 là thiết kế của Akinori Nakanishi và được xuất khẩu tới 140 thị trường trên toàn cầu. Tổng số lượng xe bán ra của 3 thế hệ trước đã vượt qua con số 2,8 triệu trên toàn thế giới.
Tháng 12 năm 2008, Mitsubishi Triton thế hệ thứ 4 được chính thức giới thiệu vào thị trường Việt Nam bởi Công ty TNHH liên doanh sản xuất ô tô Ngôi Sao, một công ty con của Mitsubishi tại Việt Nam.